# Euoplocephalus
Euoplocephalus nghĩa là 'đầu được vũ trang tốt' (tiếng Hy Lạp eu-/ευ- nghĩa là 'tốt', hoplo-/οπλο- nghĩa là 'vũ trang' và kephale / κεφαλη nghĩa là 'đầu') là một trong những chi khủng long Ankylosaurian lớn nhất, có kích cỡ của một con voi nhỏ. Đây cũng là chi có các mẫu hóa thạch tốt nhất trong nhóm Ankylosauria. Các chi có thể đồng nghĩa với Euoplocephalus bao gồm Anodontosaurus, Dyoplosaurus, và Scolosaurus, mặc dù Dyoplosaurus được coi là một đơn vị phân loại hợp lệ trong một phân tích gần đây.